# Whatever You Want (single van Status Quo)
Whatever You Want is een nummer van de Britse band Status Quo. Het nummer werd uitgebracht op het gelijknamige album uit 1979. Op 14 september van dat jaar werd het nummer uitgebracht als de eerste single van het album.

## Achtergrond
Whatever You Want is geschreven door gitarist Rick Parfitt en keyboardspeler Andy Bown. Het nummer begint met rustig gitaarspel door Parfitt en Francis Rossi, wat steeds luider wordt. De rest van de band begint geleidelijk mee te spelen. Na iets meer dan een minuut stopt het geluid voor ongeveer een halve seconde en beginnen Parfitt en Rossi te zingen. Na het laatste couplet stopt het geluid nog een keer, nu voor ongeveer twee seconden, voordat de titel nog eenmaal gezongen wordt en het nummer naar een fade-out werkt.
Whatever You Want werd een van de grootste hits van Status Quo, met een vierde plaats in het Verenigd Koninkrijk en België en een vijfde plaats in Nederland. In 2008 werd een sample van het nummer gebruikt op het hardstylenummer 1980 van Citizen. Later dat jaar werd het nogmaals gebruikt door de Duitse technogroep Scooter in hun nummer Jump That Rock (Whatever You Want). In 2003 nam Status Quo een nieuwe versie op van het nummer voor hun album Riffs.
In 2013 kwam de band voor in een commercial van de Australische supermarktketen Coles Supermarkets, waarbij het nummer als achtergrondmuziek werd gebruikt. Ook in Nederland werd het nummer gebruikt in een commercial, namelijk van de inkomensverzekeraar De Amersfoortse. In 2014 nam Status Quo een akoestische versie van het nummer op voor hun album Aquostic (Stripped Bare). Het nummer werd tot 2015 gebruikt als openingsnummer tijdens thuiswedstrijden van de Duitse voetbalclub FC Schalke 04 en wordt ook al jaren gebruikt tijdens thuiswedstrijden van SBV Vitesse. Ook de inmiddels failliet gegane voetbalclub SC Veendam gebruikte het nummer als goaltune. Professioneel darter Krzysztof Ratajski gebruikt het nummer als opkomstnummer.

## Hitnoteringen

### Nederlandse Top 40
| Hitnotering: 06-10-1979 t/m 08-12-1979 | Hitnotering: 06-10-1979 t/m 08-12-1979 | Hitnotering: 06-10-1979 t/m 08-12-1979 | Hitnotering: 06-10-1979 t/m 08-12-1979 | Hitnotering: 06-10-1979 t/m 08-12-1979 | Hitnotering: 06-10-1979 t/m 08-12-1979 | Hitnotering: 06-10-1979 t/m 08-12-1979 | Hitnotering: 06-10-1979 t/m 08-12-1979 | Hitnotering: 06-10-1979 t/m 08-12-1979 | Hitnotering: 06-10-1979 t/m 08-12-1979 | Hitnotering: 06-10-1979 t/m 08-12-1979 | Hitnotering: 06-10-1979 t/m 08-12-1979 |
| Week                                   | 1                                      | 2                                      | 3                                      | 4                                      | 5                                      | 6                                      | 7                                      | 8                                      | 9                                      | 10                                     |                                        |
| -------------------------------------- | -------------------------------------- | -------------------------------------- | -------------------------------------- | -------------------------------------- | -------------------------------------- | -------------------------------------- | -------------------------------------- | -------------------------------------- | -------------------------------------- | -------------------------------------- | -------------------------------------- |
| Positie                                | 29                                     | 18                                     | 10                                     | 7                                      | 6                                      | 5                                      | 7                                      | 15                                     | 26                                     | 36                                     | uit                                    |

### Nationale Hitparade
| Hitnotering: 13-10-1979 t/m 05-01-1980 | Hitnotering: 13-10-1979 t/m 05-01-1980 | Hitnotering: 13-10-1979 t/m 05-01-1980 | Hitnotering: 13-10-1979 t/m 05-01-1980 | Hitnotering: 13-10-1979 t/m 05-01-1980 | Hitnotering: 13-10-1979 t/m 05-01-1980 | Hitnotering: 13-10-1979 t/m 05-01-1980 | Hitnotering: 13-10-1979 t/m 05-01-1980 | Hitnotering: 13-10-1979 t/m 05-01-1980 | Hitnotering: 13-10-1979 t/m 05-01-1980 | Hitnotering: 13-10-1979 t/m 05-01-1980 | Hitnotering: 13-10-1979 t/m 05-01-1980 | Hitnotering: 13-10-1979 t/m 05-01-1980 | Hitnotering: 13-10-1979 t/m 05-01-1980 | Hitnotering: 13-10-1979 t/m 05-01-1980 |
| Week                                   | 1                                      | 2                                      | 3                                      | 4                                      | 5                                      | 6                                      | 7                                      | 8                                      | 9                                      | 10                                     | 11                                     | 12                                     | 13                                     |                                        |
| -------------------------------------- | -------------------------------------- | -------------------------------------- | -------------------------------------- | -------------------------------------- | -------------------------------------- | -------------------------------------- | -------------------------------------- | -------------------------------------- | -------------------------------------- | -------------------------------------- | -------------------------------------- | -------------------------------------- | -------------------------------------- | -------------------------------------- |
| Positie                                | 17                                     | 5                                      | 5                                      | 7                                      | 5                                      | 5                                      | 8                                      | 14                                     | 15                                     | 24                                     | 35                                     | 28                                     | 50                                     | uit                                    |

### NPO Radio 2 Top 2000
| Nummer met noteringen in de NPO Radio 2 Top 2000 | '99 | '00 | '01 | '02 | '03 | '04 | '05 | '06 | '07 | '08 | '09 | '10 | '11 | '12 | '13 | '14 | '15 | '16 | '17 | '18 | '19 | '20 | '21 | '22 | '23 | '24 |
| ------------------------------------------------ | --- | --- | --- | --- | --- | --- | --- | --- | --- | --- | --- | --- | --- | --- | --- | --- | --- | --- | --- | --- | --- | --- | --- | --- | --- | --- |
| Whatever You Want                                | 525 | 397 | 298 | 286 | 479 | 425 | 383 | 500 | 561 | 449 | 540 | 603 | 669 | 651 | 636 | 629 | 680 | 667 | 711 | 663 | 599 | 534 | 496 | 567 | 691 | 733 |

1. ↑  Een vetgedrukt getal geeft de hoogste notering aan.